# Glasnos

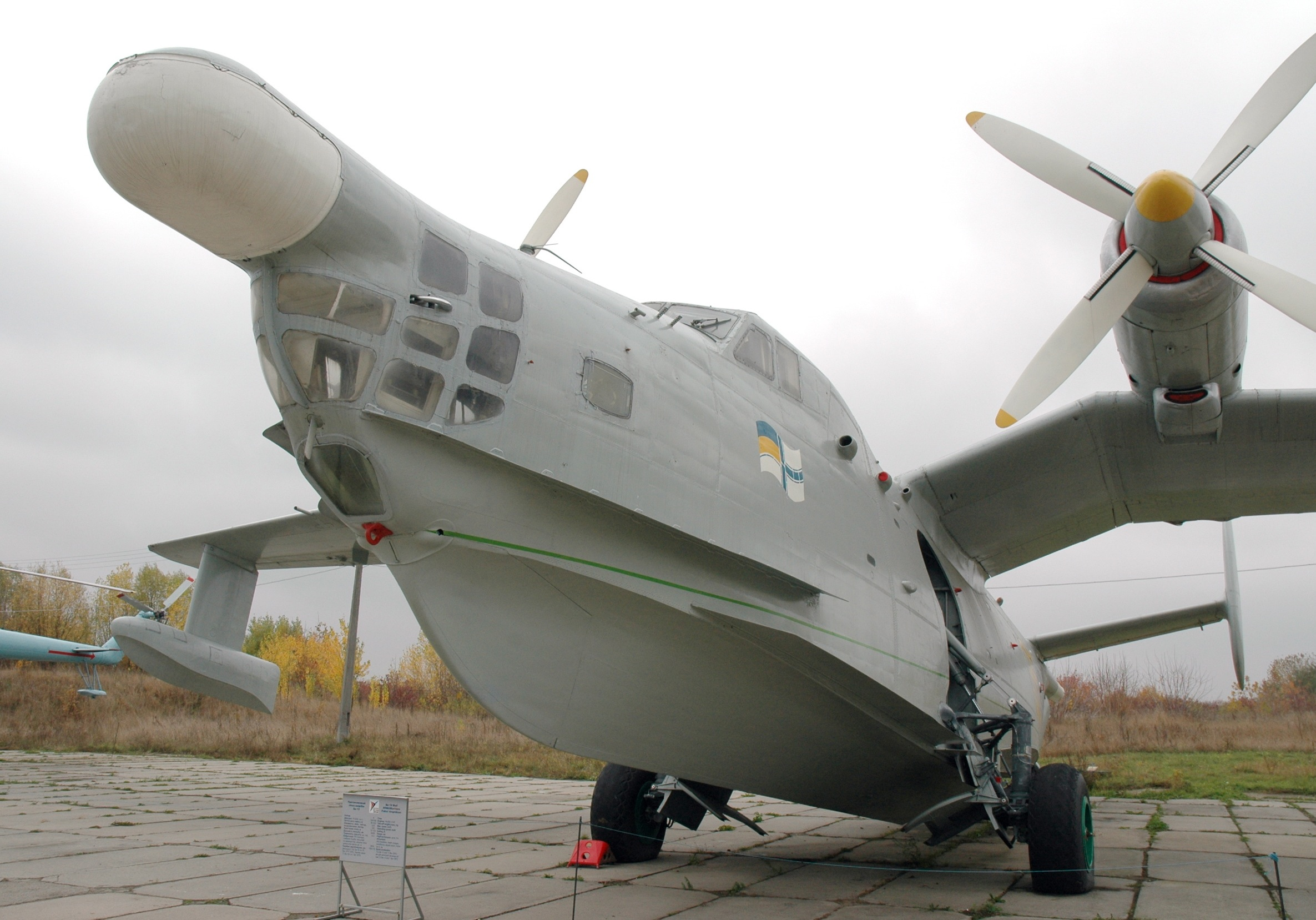
Glasnosen på en Beriev Be-12.

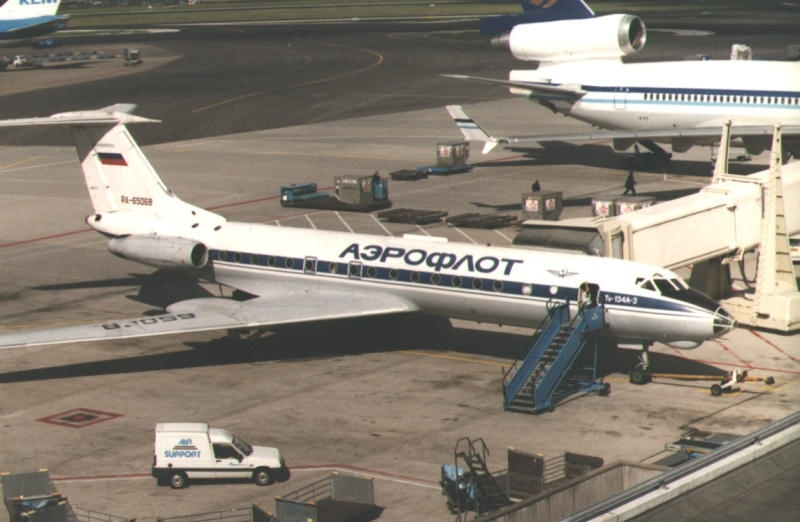
En Tupolev Tu-134 med glasnos.

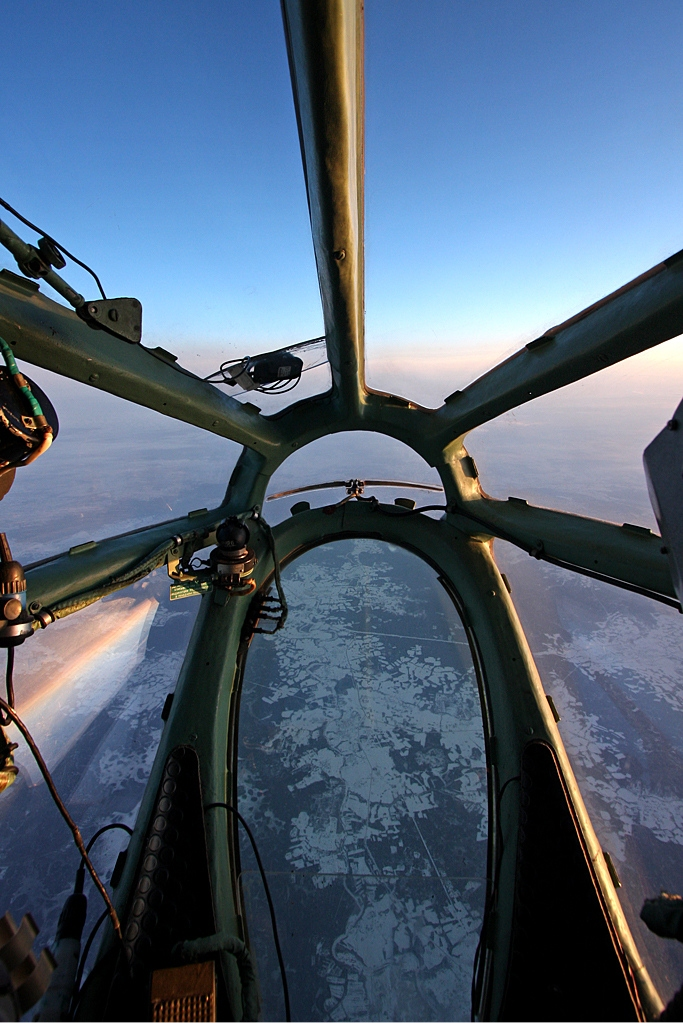
Vy genom glasnosen på en Tupolev Tu-134.

Glasnos var vanligt förekommande bland bombflygplan från 1930- och 1940-talen. I Sovjetunionen byggdes flygplan med glasnos ända in på 1970-talet och där fanns det även på vissa passagerarflygplan. En navigatör sitter längst fram i nosen och ger instruktioner till piloterna. Förekommer både på propeller- och jetdrivna flygplan och även helikoptrar som Mil Mi-6.
Exempel på flygplan med glasnos:
- AN-8
- AN-10
- AN-12
- AN-22
- AN-30
- Baade 152
- BE-12
- Focke-Wulf Fw 191
- Iljusjin Il-76
- Junkers 264
- Saab 18
- Tupolev Tu-104
- Tupolev Tu-114
- Tupolev Tu-124
- Tupolev Tu-134